# Back to the Future phần II
Back to the Future Phần II là một bộ phim khoa học viễn tưởng Mỹ năm 1989 của đạo diễn Robert Zemeckis và được Bob Gale viết kịch bản. Đây là phần tiếp theo của bộ phim 1985 Back to the Future và phần thứ hai trong bộ ba phim Back to the Future. Phim có sự tham gia của Michael J. Fox, Christopher Lloyd, Lea Thompson và Thomas F. Wilson. Bộ phim kể về Marty McFly (Fox) và bạn của anh ta, Tiến sĩ Emmett "Doc" Brown (Lloyd) khi họ đi du hành xuyên thời gian từ năm 1985 đến 2015 để ngăn con trai của Marty phá hoại tương lai của gia đình McFly; khi kẻ thù của họ Biff Tannen (Wilson) đánh cắp cỗ máy thời gian DeLorean của Doc và sử dụng nó để thay đổi lịch sử vì lợi ích của mình, buộc hai người phải quay về năm 1955 để khôi phục lại dòng thời gian.
Bộ phim được sản xuất với kinh phí 40 triệu đô la và được quay liền kề nội dung với phần tiếp theo của nó, Phần III. Việc quay phim bắt đầu vào tháng 2 năm 1989 sau hai năm được dành để xây dựng các bối cảnh và viết kịch bản. Hai diễn viên từ bộ phim đầu tiên, Crispin Glover và Claudia Wells, đã không trở lại đóng tiếp; Nhân vật của Wells, Jennifer Parker, được Elisabeth Shue đóng, trong khi nhân vật của Glover, George McFly, không chỉ được thu nhỏ trong cốt truyện, mà còn bị Jeffrey Weissman đóng thế và khắc họa với trang điểm đậm. Glover đã thắng kiện Zemeckis và Gale, và làm thay đổi cách các nhà sản xuất phim trong tương lai đối phó với sự ra đi và thay thế các diễn viên trong một vai diễn. Back to the Future phần II cũng là một dự án đột phá cho studio hiệu ứng hình ảnh Industrial Light & Magic (ILM): Ngoài việc tổng hợp kỹ thuật số, ILM đã sử dụng hệ thống camera điều khiển chuyển động VistaGlide, cho phép diễn viên thể hiện đồng thời nhiều nhân vật. trên màn hình mà không phải hy sinh chuyển động của máy ảnh.
Back to the Future phần II được Universal Pictures phát hành vào ngày 22/11/1989. Bộ phim ban đầu nhận được nhiều ý kiến trái chiều từ các nhà phê bình và thu về hơn 332 triệu đô la trên toàn thế giới trong lần đầu ra mắt, khiến nó trở thành bộ phim có doanh thu cao thứ ba năm 1989. Bộ phim đã được đón nhận nhiệt tình hơn theo thời gian, khi các màn trình diễn, định hướng, điện ảnh, điểm âm nhạc và dự đoán trong tương lai đã được ca ngợi hết lời. Một số nhà phê bình đã lưu ý đây là một trong những bộ phim hay nhất của Zemeckis  cũng như một trong những phần tiếp theo hay nhất mọi thời đại.